# Don’t Tap the Glass
Don’t Tap the Glass — девятый студийный альбом американского рэпера Tyler, the Creator. Альбом вышел 21 июля 2025 года в 6:00 утра по восточному времени на лейбле Columbia Records. Альбом является продолжением предыдущего альбома Тайлера 2024 года — Chromakopia

## Фон
Название «Don’t Tap the Glass» впервые было использовано во время концерта в Barclays Center 18 июля 2025 года в рамках мирового тура в поддержку Хромокопии; снаружи площадки была размещена художественная инсталляция, представляющая собой фигуру, заключенную в прозрачную коробку, с названием альбома написанным спереди. После концерта на сайте Golf Wang появились новые товары, включая виниловые пластинки, футболки и кепки с логотипом альбома.19 июля был запущен сайт donttaptheglass.com, рекламирующий альбом и предлагающий товары, среди которых виниловые пластинки, футболки и кепки с логотипом альбома.
Сфабрикованный список треков был переопубликован в Twitter Complex Music 19 июля 2025 года, указывая гостевое участие Кендрика Ламара и Эрла Свэтшота. Пост набрал популярность среди фанатов, пока Tyler, the Creator не ответил, заявив, что информация была ложной; Complex впоследствии удалил твит и извинился.Позже Тайлер опроверг предположения о том, что альбом будет концептуальным.

## Трек-лист
| №                   | Название                          | Длительность |
| ------------------- | --------------------------------- | ------------ |
| 1.                  | «Big Poe»                         | 3:02         |
| 2.                  | «Sugar on My Tongue»              | 2:33         |
| 3.                  | «Sucka Free»                      | 2:41         |
| 4.                  | «Mommanem»                        | 1:15         |
| 5.                  | «Stop Playing With Me»            | 2:13         |
| 6.                  | «Ring Ring Ring»                  | 3:21         |
| 7.                  | «Don’t Tap That Glass / Tweakin’» | 3:42         |
| 8.                  | «Don’t You Worry Baby»            | 2:58         |
| 9.                  | «I’ll Take Care of You»           | 3:20         |
| 10.                 | «Tell Me What It Is»              | 3:22         |
| Общая длительность: | Общая длительность:               | 28:30        |